# 公共事业振兴署

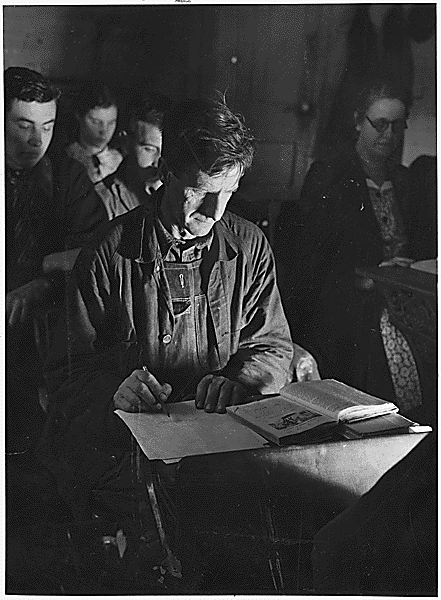
大萧条时期，公共事业振兴署资助了包括成人教育在内的许多项目。

公共事业振兴署（英語：Works Progress Administration, WPA）（1935年－1943年），大萧条时期美国总统罗斯福实施新政时期建立的一个政府机构，以助解决当时大规模的失业问题，是新政时期（以及美国歷史上）兴办救济和公共工程的政府机构中规模最大的一个。
1935年至1943年，公共事业振兴署先后为大约八百万人提供了工作机会，耗资约110亿美元。 在美国的每一个社区，几乎都有公共事业振兴署资助建起的公园、桥梁和学校。到1940年为止，公共事业振兴署新建大约4383座学校建筑，改进了另外3万多座；新建130家医院，改进了另外1670家医院。